# Sü Si (malíř)

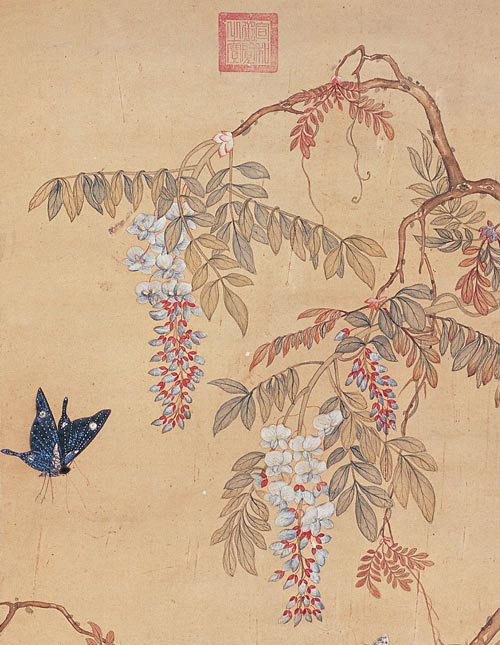
Sü Si, Motýl a vistárie

Sü Si (čínsky pchin-jinem Xú Xī, znaky 徐熙, 886–975), byl čínský malíř žijící v období pěti dynastií a deseti říší v jihočínské říši Jižní Tchang. Tvořil zejména v žánru květin a ptáků.

## Život a dílo
Sü Si pocházel z Ťiang-ningu (v moderní době část Nankingu) z prominentní rodiny, nicméně nenastoupil úřednickou dráhu. Žil a tvořil v období pěti dynastií a deseti říší. Žil v jihočínské říši Jižní Tchang, významného kulturního centra tehdejší Číny.
Proslul jako výborný malíř žánru květin a ptáků, který se právě v 10. století výrazně rozvíjel. Maloval květiny, rostliny, zeleninu a ovoce i hmyz v zahradách, vodní ptáky a ryby v potocích. Jeho idylické, jemně kolorované, scenérie byly projevem svěží umělecké koncepce, nazývané Sü Si jie i, „Sü Siho nekonvenční šarm“ a dávány do kontrastu k tvorbě dalšího jižnětchangského malíře Chuang Čchüana, působícího u císařského dvora státu Pozdní Šu v S’-čchuanu, na jihozápadě Číny.